# 猫背のうた
猫背のうたは、ちめいどのデビューシングル。

## 収録曲
1. 猫背のうた
2. 宝石
3. 猫背のうた (Instrumental)

## タイアップ
1. 猫背のうた
フジテレビ系列「めざましどようび」テーマソング（2006年7月 - 2006年9月）